# ケニア中央銀行
ケニア中央銀行（ケニアちゅうおうぎんこう、英語: Central Bank of Kenya、スワヒリ語: Benki Kuu ya Kenya、CBK）は、ケニア共和国の中央銀行である。外為基金の管理や、銀行など金融業に対する監督、物価安定の維持、ケニア・シリングの価値の維持等重要な役割を持つ。1966年に東アフリカ通貨連盟（East African Currency Board、EACB）が解体し、創設された。

## 関連事項
- 中央銀行